# Liberia Herald
Liberia Herald – pierwszy liberyjski dziennik ukazujący się od 1826 roku, założony przez byłego niewolnika Charlesa Force’a. W latach 1830–1834 redaktorem naczelnym był John Brown Russwurm, który wcześniej redagował Freedom's Journal.